# Altjira
Dans la mythologie des Aborigènes d'Australie, Altjira est le dieu du ciel des Aranda. Il était le dieu central du Temps du rêve (appelé Alchera par les Aranda) qui créa la Terre, puis se retira dans le ciel.
Artistiquement, il est dépeint avec des pieds d'émeu.  Ses femmes et filles ont par contre des pieds de chien.
Son nom a été donné en 2008 à un objet de la ceinture de Kuiper : (148780) Altjira.